# 勘八峡

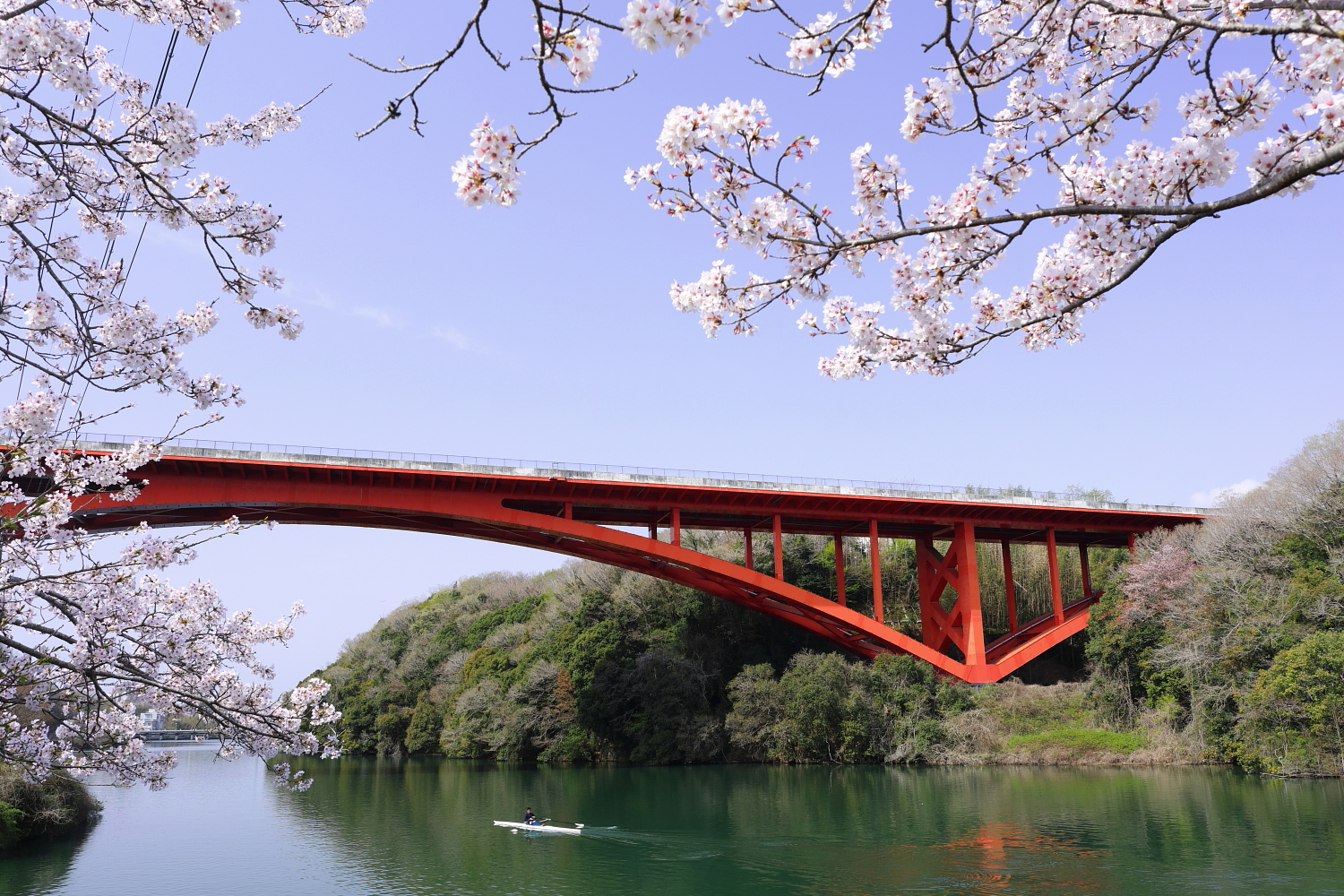
勘八峡

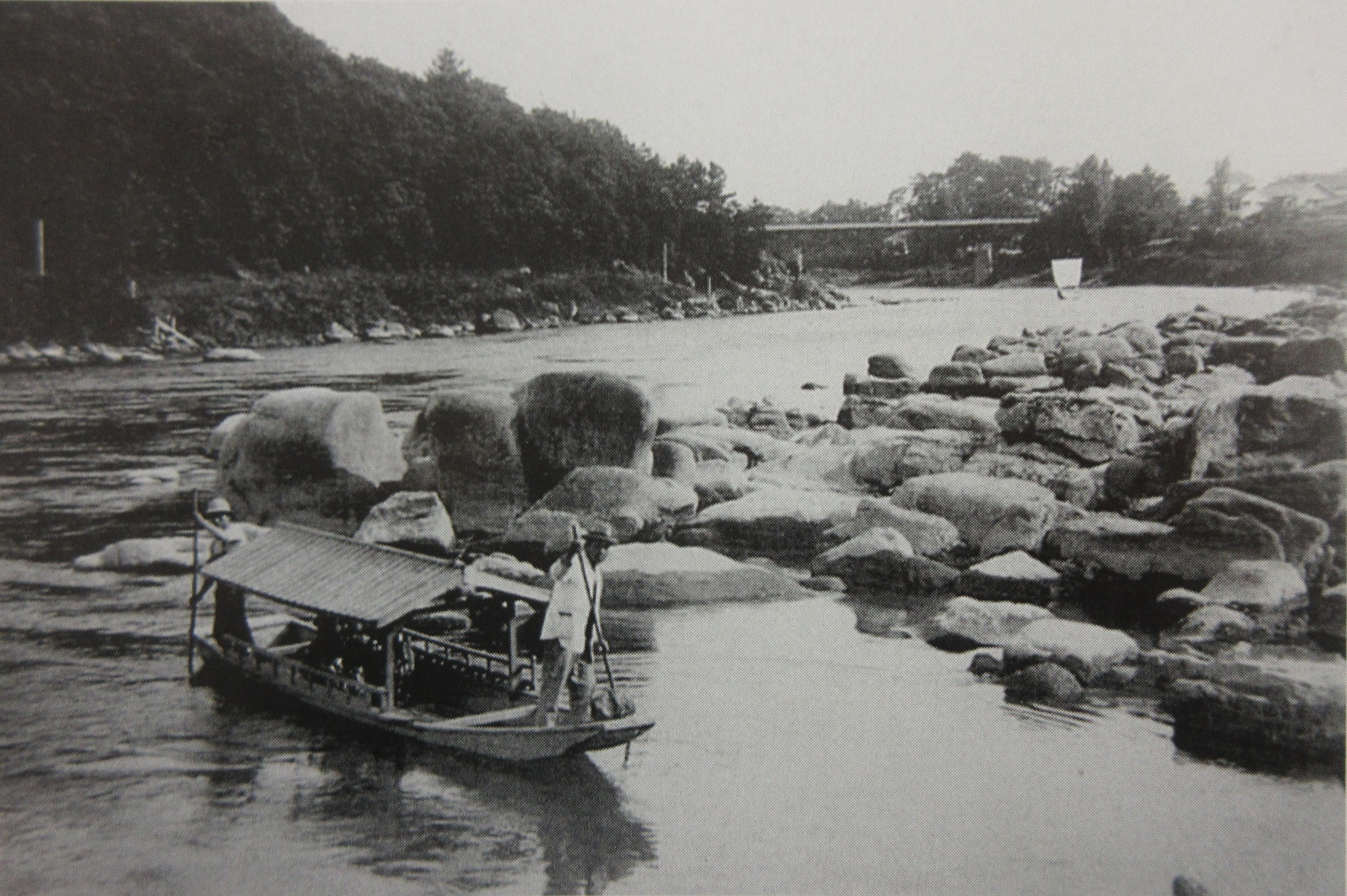
1912年頃の勘八峡。同年から昭和初期までの期間、鵜飼いが行われたり屋形船が出たりして賑わった。

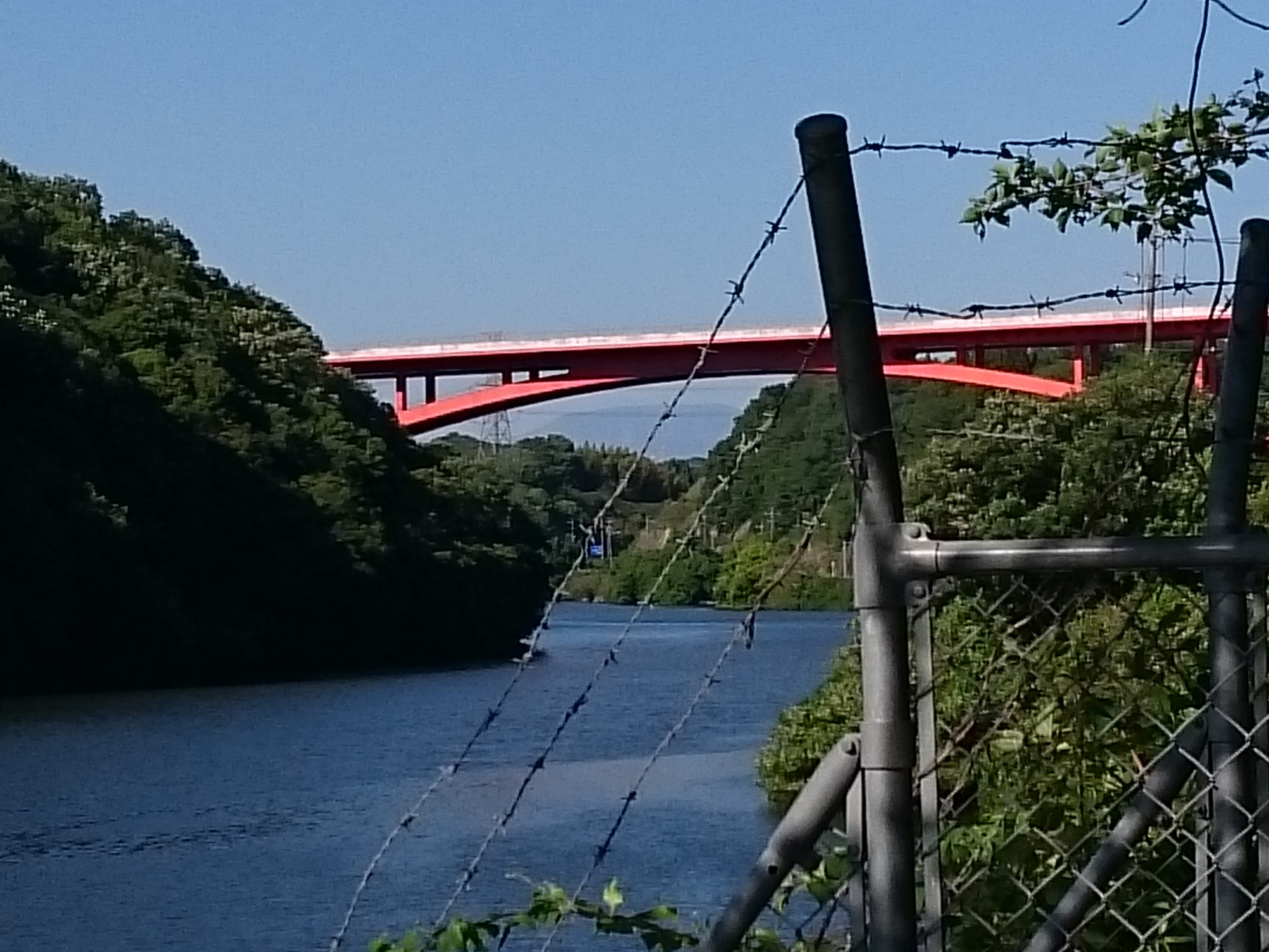
国道153号（飯田街道）より撮影した恵那山

勘八峡（かんぱちきょう）は、愛知県豊田市にある峡谷。

## 概要
矢作川の中流、平戸橋から越戸ダムに至る2kmの渓谷で、花崗岩の岩盤が浸食されて形成された。越戸ダムが建設される以前はもっと距離が長く、一帯に奇岩、怪石が連続する奇勝として名高く、江戸時代から観光客を相手にした筏の往来があったといわれる。
大正時代から昭和時代初期にかけては鵜飼いや遊覧船が行き交い、急流下りなどが行われていた。1927年（昭和2年）に新愛知新聞の愛知新十名所の第6位に選出された。
こうした風景も、1929年（昭和4年）に越戸発電所が完成後には消えてしまった。現在はダム湖畔には桜が植樹されており、花見の名所としても名高い。ダムはカヌーやボートのメッカとして賑わいを見せるが、峡谷を流れる水量はダムによって制限されるために涸渇気味であり、谷を訪れる人は少なくなっている。
なお、ダム湖沿いにある国道153号（飯田街道）の駐車スペースの下流側から、晴れて空気の澄んだ日には、恵那山が見える。

## 交通アクセス
公共交通機関
- 名鉄三河線 平戸橋駅下車、徒歩で約10分。

自動車
- 東海環状自動車道豊田勘八IC下車、約10分。
- 猿投グリーンロード枝下IC下車、約15分。